# Loïs Dols de Jong
Loïs Dols de Jong (Amsterdam, 13 februari 1990) is een Nederlandse actrice en regisseuse.

## Levensloop
Dols de Jong speelde als tiener in The Discovery of Heaven (De ontdekking van de hemel) van Jeroen Krabbé in 2001 en Fogbound van Ate de Jong in 2002. Hierna volgde ze het vwo. Tijdens haar studie schreef ze enkele korte films en toneelstukken, waarin ze zelf ook speelde, en speelde ze in de korte film Moondog, die Paula van der Oest maakte in opdracht van de Nederlandse Spoorwegen.
In 2009 werd zij door regisseur Mark de Cloe gecast voor de film Het leven uit een dag, waarin zij, tegenover Matthijs van de Sande Bakhuyzen, de vrouwelijke hoofdrol speelt.
In 2019 studeerde ze af aan de Nederlandse Filmacademie, richting Regie Fictie.

## Filmografie

### Rollen
- 2001: The Discovery of Heaven (De ontdekking van de hemel) - kleindochter Quist
- 2002: Fogbound - meisje op feest
- 2009: Het leven uit een dag - Gini Trades

### Regie
- 2018: Klemvast (korte film)
- 2019: El Muerto (korte film)
- 2024: NL-Alert (televisiefilm)